# Pioltello-Limito
Pioltello-Limito (ang: Stazione di Pioltello-Limito) – stacja kolejowa w Pioltello, w regionie Lombardia, we Włoszech. Znajdują się tu 3 perony.